# 学校法人福原学園
学校法人福原学園（がっこうほうじんふくはらがくえん）は、九州女子大学附属折尾幼稚園、九州女子大学附属自由ケ丘幼稚園、九州女子大学附属鞍手幼稚園から九州共立大学・九州女子大学・九州女子短期大学・自由ケ丘高等学校までの7学校園を擁する学校法人。

## 年表
- 1943年
  - 私学用地用地として遠賀郡折尾町大字本城字大浦の土地を浅野セメント(株)より取得。
- 1947年
  - 財団法人福原学園創立
  - 福原高等学院開校
- 1948年
  - 財団法人福原学園設立許可
- 1950年
  - 福原高等学院廃止
  - 福原高等学校開校(新学制に基づく)
  - 玄海洋裁専門学校開校
- 1951年
  - 財団法人福原学園から学校法人福原学園へと組織変更。
  - 福原高等学校普通科増設
- 1954年
  - 福原高等学校商業科増設
  - 福原女学院開校
- 1955年
  - 福原高等学校を八幡西高等学校へと改称
  - 福原女学院を八幡女子専門学校へと改称
- 1957年
  - 福原学園創立10周年
- 1958年
  - 八幡西高等学校工業科増設(機械科、電気科)
- 1959年
  - 八幡女子専門学校廃止
- 1960年
  - 九州女子短期大学開学
  - 九州女子短期大学家政科設置
- 1961年
  - 八幡西高等学校女子部を分離
  - 八幡女子高等学校開校
- 1962年
  - 九州女子大学開学
  - 九州女子大学家政科設置
  - 九州女子短期大学養護教諭科増設
  - 八幡女子高等学校を九州女子大学附属高等学校へと改称
  - 九州女子大学附属折尾幼稚園開園
- 1963年
  - 九州女子短期大学体育科増設
- 1964年
  - 玄海洋裁専門学校廃止
  - 九州女子短期大学英文科増設
- 1965年
  - 九州共立大学開学
  - 九州共立大学経済学部開設
  - 九州女子大学文学部増設
  - 八幡西高等学校工業科を機械科、電気科、自動車科へ分離。
- 1966年
  - 九州共立大学に経済学部二部を増設。
  - 九州女子短期大学に初等教育科を増設。
  - 八幡西高等学校を九州共立大学八幡西高等学校へと改称
  - 九州共立大学八幡西高等学校自動車科の実習施設として自動車教習所開設
- 1967年
  - 九州共立大学に工学部増設。
  - 学校法人福原学園に法人事務局を設置。
  - 学校法人福原学園創立20周年
- 1968年
  - 九州共立大学経済学部に経営学科増設。
  - 九州女子大学家政学部家政学科を家政学専攻と管理栄養士専攻へと分離。
- 1969年
  - 九州女子短期大学音楽科増設
- 1970年
  - 自動車教習所が福岡県公安委員会の指定を受ける。
  - 九州女子大学附属折尾幼稚園開園
- 1973年
  - 学校法人福原学園創立者福原軍造の銅像を建立。
- 1975年
  - 九州女子大学附属高等学校衛生看護科を増設。
- 1978年
  - 九州女子大学附属高等学校衛生看護科専攻を増設。
- 1979年
  - 九州共立大学工学部に開発学科と環境化学科を増設。
- 1982年
  - 脱税発覚。過去六カ年間の学内食堂の売上利益金において不正経理があり、文部省の指導のほか、日本私学振興財団も昭和五十六年度までの過去五年間の私立大学等経常費補助金の交付額の二五％を返還させた。[1]
- 1984年
  - 補助金停止処分。短大の学生数を数年にわたり過少報告し、昭和五十七年度までの過去六年間の経常費補助金不正受領と、学生数にかかわる納入金・学納金約30億円を不正経理処理していたことが発覚、文部省により福原軍造理事長以下運営体制の刷新とともに、補助金の全面支給停止と過去の補助金の返還を命じられた。[1][2]
  - 福原軍造理事長が長期療養を理由に退任し、妻のツルヲが理事長代行に就任[3]。
- 1985年
  - 文部省の指導により、不正経理の責任をとって理事長、理事、監事、評議員総退陣[1]。
  - 理事長に松尾四郎が就任。福原軍造前理事長が学校法人の経営権の返還を要求[1]。
  - 福原軍造前理事長が学園名誉総長に就任。
- 1988年
  - 学園名誉総長福原軍造学園名誉総長が御逝去。
- 1989年
  - 松尾四郎理事長退任
  - 眞武友一理事長就任
  - 福原ツルヲ名誉総長就任
- 1991年
  - 財団法人自由ケ丘教育振興財団設立
  - 三浦清一郎常任理事就任
  - 学園広報誌「自由ケ丘タイムス」創刊
  - 第１回学園総会開催
- 1992年
  - 眞武友一理事長退任
  - 福原猛光理事長就任
  - 九州女子大学附属高等学校家政科を生活文化科へと名称変更。
- 1995年
  - 九州女子短期大学に専攻科を増設。
  - 学校法人福原学園のキャンパス託児所「すくすくハウス」開所
- 1996年
  - 九州女子大学附属高等学校が高等学校統合新校舎に移転
- 1997年
  - 九州共立大学八幡西高等学校商業科、機械科、電気科廃科
  - 学校法人福原学園創立50周年
  - 土地取引に絡む25億円の支出が背任罪に当たるとして告発される[4]
- 1998年
  - 20億円行方不明問題。事実関係の解明を求め全学総決起集会が開かれ、教員らがストライキを決行。[5][4]
- 1999年
  - 福原猛光理事長退任
  - 安藤延男理事長就任
- 2000年
  - 有限会社共立振興産業を設立
- 2001年
  - 九州共立大学に大学院工学研究科修士課程を開設。
  - 九州共立大学の電気工学科を電気電子情報工学科へ名称変更。
  - 九州共立大学の開発学科を地球環境システム工学科へ名称変更。
  - 九州女子大学家政学部を改組し人間科学科と栄養学科へ。
  - 九州女子大学文学部を改組し人間文化学科と心理社会学科へ。
- 2002年
  - キャンパス託児所「すくすくハウス」閉所
  - 九州共立大学八幡西高等学校と九州女子大学附属高等学校を統合し、自由ケ丘高等学校開校。
- 2003年
  - 九州共立大学大学院工学研究所に博士後期課程を増設。修士課程を博士前期課程へ改称。
  - 福原学園保健センターを開所。
  - 理事の一人が何者かに暴行を受ける事件が発生[6]
- 2004年
  - 福原猛光元理事長に4億8000万円の賠償命令判決。同元理事長らは1997年に静岡県の精密機械商社が海外の金融機関から融資を受けるための保証金の名目で20億円を海外送金したが、その際理事会や評議員会の承認を得ずに無断で預金を解約、約15億6300万円は回収されたが、約4億3700万円はロンドンの銀行口座などを経由した際に口座を持つ人物に使われ、回収されなかった。[7]
  - 38億円の使途不明金を出すなど乱脈経営が問題となり、文科省は私学助成金75%カット、役員総退陣など改革に着手した[8]。麻生太郎の政策秘書・村松一郎が文科省担当として学園の実務を預かったが、３月に村松宅に銃弾４発が撃ち込まれる襲撃事件が起こり、警察は学園をかつて事実上牛耳っていた大中圭四郎グループによる脅迫と見て捜査に入った[8][9]。
  - 安藤延男理事長退任
  - 原久雄理事長就任
  - 自由ケ丘高等学校商業科廃科
  - 自動車教習所を学校法人福原学園から分離し、株式会社自由ケ丘設立
  - 学園広報誌を刷新「Ｆジャーナル」を創刊。
  - 九州女子大学の元助手の女性が教授らからセクハラ行為を受け、更に助手契約を一方的に打ち切られたとして、福原学園と教授ら２人に損害賠償など計約1020万円を求める訴訟を起こした[10]
- 2005年
  - 九州女子短期大学音楽科を廃科。
  - 九州共立大学工学部の機械工学科と  電気電子情報工学科を改組してメカエレクトロニクス学科及び情報学科開設
  - 九州共立大学工学部土木工学科を都市システム工学科へ名称変更
  - 九州共立大学工学部地球環境システム工学科を環境サイエンス学科へ名称変更
  - 九州共立大学工学部環境化学科を生命物質化学科へ名称変更
  - 九州女子大学文学部を改組して、人間科学部人間文化学科と人間発達学科を開設
- 2006年
  - 九州共立大学にスポーツ学部を増設。
  - 九州女子大学別科日本語研修課程を廃止。
- 2007年
  - 原久雄理事長退任
  - 福原弘之理事長就任
  - 九州共立大学工学部都市システム工学科を環境土木工学科へ名称変更。
  - 九州共立大学経済学部二部を廃部。
  - 自由ケ丘高等学校自動車科、生活文化科を廃科。
  - 学校法人福原学園創立60周年
- 2008年
  - 福原学園沖縄事務所 開所
  - 福原学園天神サテライトキャンパス 開設
  - 福原学園ホームページ 開設
- 2009年
  - 学園広報誌を刷新「Liberty」を刊行。
  - 九州女子大学文学部廃止
  - 九州女子短期大学専攻科 廃止
  - 九州女子短期大学体育学専攻 廃止
  - 九州女子短期大学初等教育学専攻 廃止
  - 九州共立大学経済学部の経営学科と経営学科を改組し経済・経営学科を開設
  - 福原学園天神サテライトキャンパス開設
- 2010年
  - 自由ケ丘高等学校が第82回選抜高等学校野球大会へ出場（甲子園初出場）
  - 九州共立大学工学部の機械工学科、環境サイエンス学科、生命物質化学科を廃科。
  - 九州女子大学人間科学部の人間文化学科と人間発達学科を改組して人間発達学科(人間発達学専攻・人間基礎学専攻)開設
  - 鞍手幼稚園開園
  - 鞍手北幼稚園開園
- 2011年
  - 九州共立大学大学院工学研究科を廃科
  - 九州共立大学工学部電気電子情報工学科、環境土木工学科 、建築学科を廃科
  - 鞍手北幼稚園廃園
  - 鞍手幼稚園を九州女子大学附属鞍手幼稚園へと名称変更
  - 九州女子短期大学の養護教育科と初等教育科を改組し子ども健康学科を開設
- 2012年
  - 九州共立大学工学部情報学科 廃科
- 2013年
  - 九州共立大学工学部 廃部
  - 九州女子大学人間科学部人間科学科廃科
  - 九州女子短期大学養護教諭科 廃科
  - 九州女子短期大学初等教育科 廃科
  - 九州女子短期大学専攻科子ども健康学科を開設。
  - 自由ケ丘高等学校が第95回全国高等学校野球選手権記念大会へ出場。
- 2014年
  - 九州女子短期大学専攻科養護教諭専攻 廃止
  - 自由ケ丘高等学校看護科看護専攻科廃科
  - 九州共立大学経済学部経営学科を廃止。
- 2015年
  - 九州女子大学人間科学部人間発達学科を廃止。
  - 福原弘之理事長退任
  - 福原公子副理事長が理事長に就任。
- 2016年
  - 九州共立大学経済学部経済学科を廃科。
- 2017年
  - 福原学園沖縄事務所を閉所
- 2018年
  - 九州共立大学に大学院スポーツ学研究科修士課程を開設
- 2019年
  - 九州共立大学経済学部に地域創造学科を増設
- 2020年
  - 九州共立大学スポーツ栄養研究センターを開所
- 2022年
  - 九州共立大学大学院経済・経営学研究科修士課程を開設
- 2023年
  - 九州女子大学家政学部の人間生活学科を改組して生活デザイン学科を開設
  - 九州女子大学人間科学部の人間発達学科（人間発達学専攻・人間基礎学専攻）を改組して児童・幼児教育学科と心理・文化学科を開設

## 学是・校訓

### 学是
自律処行（じりつしょぎょう）
「自分で自分を律する。如何なることも誤ることなく処する。事に処する力は、自律の正しさ、智慧による」

### 校訓
- 規律
- 勤労
- 礼儀

## 設置している学校等
- 九州共立大学
- 九州女子大学
- 九州女子短期大学
- 自由ケ丘高等学校
- 九州女子大学附属折尾幼稚園
- 九州女子大学附属自由ケ丘幼稚園
- 九州女子大学附属鞍手幼稚園

## 設置していた学校等
- 福原高等学院
- 玄海洋裁専門学校
- 八幡女子専門学校
- 九州共立大学八幡西高等学校
- 九州女子大学附属高等学校
- 福原学園自転車教習所

## 歴代理事長一覧
- 福原軍造 初代理事長 ‐ 1902年福岡県鞍手郡西川村生まれ。小倉師範学校卒業後、小学校教員の傍ら立正大学夜間部で学び、中学校や高等女学校などの教師を経て1947年に福原高等学院を創設[11]。脱税、不正経理等が発覚し、1985年理事長辞任。1988年没。
- 松尾四郎 二代目理事長 ‐ 元福岡県教育委員長[3]
- 眞武友一 三代目理事長 ‐ 元長崎大学工学部長、北九州工業高等専門学校校長
- 福原猛光 四代目理事長 ‐ 福原軍造の養子（兄の子）[3]。25億円使途不明金事件により辞職
- 安藤延男 五代目理事長 ‐ 元九州大学教授、元福岡県社会保育短期大学学長、元福岡県立大学学長[12]。任期途中で辞任
- 原久雄     六代目理事長 ‐ 学園法人元事務局長[6]
- 福原弘之 七代目理事長 ‐ 福原軍造の甥[13]。2015年没。
- 福原公子 八代目理事長 ‐ 福原弘之の妻[13]

## 発行物
- 学園広報誌「Liberty」